# 立陶宛書刊禁令
立陶宛書刊禁令是1865年至1904年間的一項禁令，由當時控制立陶宛的俄羅斯帝國頒佈，查禁所有以拉丁字母印刷的立陶宛語出版物，但使用西里爾字母的立陶宛語出版物則被允許甚至鼓勵出版。
1863年一月起義失敗後這個概念開始浮現，1864年成為行政命令，直到1904年4月24日才被取消。俄羅斯法院在1902年和1903年撤銷了兩件違反出版禁令案的判決，1904年初日俄戰爭失利導致俄羅斯放寬了少數民族政策。
根據這項禁令，印刷、進口、散佈或持有任何拉丁字母出版物都是非法的。做為更廣泛的俄羅斯化計畫中一部分，沙皇當局希望這項措施能降低波蘭在立陶宛人中的影響力，並使他們恢復歷史上與俄羅斯的聯結。不過沙俄這種文化滅絕的手段不僅沒有清除立陶宛人的文化認同，還引發立陶宛史上最令人驕傲的圖書大走私運動。立陶宛人首先開始在帝俄境外組織印刷盜版立陶宛語書籍，主要在小立陶宛（東普魯士）和美國。印刷完成後，立陶宛人以各種方式從邊境偷運境內：圖書被藏在木材、乾草、食品，甚至「死人」棺材（通常由同伴裝死屍）裡面。盡管選擇在極端天氣時通過地勢險惡的邊境線「走私盜版」，仍有多人因此被捕，或被邊境守衛當場射殺：在禁令期間，據計共3,047人被捕或流放西伯利亞，其中涉及「走私」的有829人，涉及售賣的有859人，涉及持有書籍的有1,359人。
立陶宛書籍走私者將非法書籍和期刊走私入境。儘管激進分子受到嚴厲的制裁和迫害，但此類出版物的数量仍不斷增加。禁令與其立法初衷形成反效果，造成了對俄羅斯统治與文化明確且有組織的反抗。立陶宛歷史學家愛德華達斯·古維丘斯形容這項禁令是對「立陶宛語」概念的考驗：如果沒有抵抗，這個語言就會成為歷史註腳。

## 背景

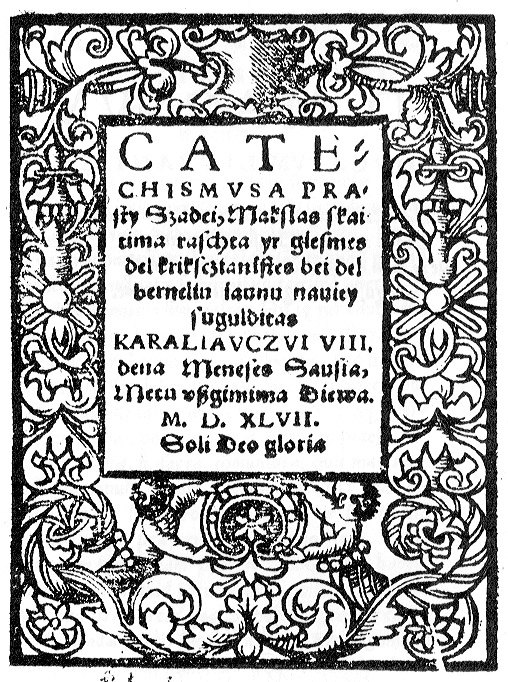
1547年出版的教義問答概要

第一本出版的立陶宛語書籍是1547年信義宗的《教義問答概要》。其他重要的立陶宛語出版品包括有Daniel Klein在1653年出版的文法書，1735年出版的立陶宛語聖經，第一個立陶宛語的文學作品，由克里斯蒂約納斯·多內萊蒂斯在1818年出版的《四季》（Metai）詩集。在公元1569年至1781年，波蘭－立陶宛聯邦統治的時間，波兰语有進展，成為大立陶宛的手寫通用語，不過普魯士王國的小立陶宛地區仍然出版立陶宛語書籍。
自從19世紀初，立陶宛语的使用主要是限制在立陶宛的鄉村地區，排除在普魯士的使用。不過，在一些少數民族的成員保留下來（例如萨莫吉希亚）。後來有一些因素造成立陶宛語之後的復興：此一語言引起新興學科比较语言学學者的注意，在1861年俄國農奴制度改革之後，增加了社會流動，立陶宛的知識份子也從鄉村中興起，立陶宛的語言變的和立陶宛的身份有關，正像在歐洲其他地方出現的情形一樣。在天主教教會內，早期不讓平民從事神職工作的限制已經放寬。當地受過教育的神職人員（其中越來越多是立陶宛裔）和教區居民建立緊密的關係，也同情他們希望使用立陶宛語的願望。正在興起的民族運動希望針對波蘭及俄羅斯的影響，都保持一些距離，此一運動中，使用立陶宛语是其中重要的一個層面。
根據目錄學家的研究，1800年至1864年間新聞禁令頒佈時，共出版了926種拉丁字母拼寫的立陶宛語書籍。語言正寫法沒有標準化的問題，常被俄羅斯當局拿來做為改用西里爾字母的藉口。

## 起源和法律基礎
在十八世紀末波蘭-立陶宛聯邦解體之後，許多波蘭和立陶宛的領土改由俄罗斯帝国統治。1863年的一月起義試圖要重建波蘭-立陶宛聯邦，讓許多俄羅斯政治家認為，波蘭在政治以及文化上的影響力，是波蘭無法俄羅斯化的主要阻礙。他們認為，若讓立陶宛和波蘭貴族和天主教會保持距離，很自然的立陶宛就會在俄羅斯的文化影響下，正如俄羅斯在之前所做的一樣。俄羅斯政治家尼古拉·米留廷（Nikolai Miliutin）曾提到：「用俄羅斯劍開始的，會用俄羅斯的文字來結束。」。
沙皇亚历山大二世在1863年5月13日任命Mikhail Nikolayevich Muravyov為维尔纳省的總督。其職責包括壓制暴動，以及實施俄羅斯化的政策。由於情形危急，暫時賦與總督相當大的權力。Muravyov和新任命的维尔纽斯教育區長官Ivan Petrovich Kornilov，預備了激進的長期俄羅斯化計劃，稱為「俄羅斯開端的恢復計劃」（Program of Restoration of Russian Beginnings）。其目標有：
1. 消除公眾生活中的立陶宛語
2. 不允許在政府機關僱用天主教徒
3. 控制並限制天主教教會
4. 創造適合正教會拓展的環境
5. 將立陶宛的教區學校改為俄羅斯的文化學校
6. 鼓勵俄羅斯族的人移居到立陶宛
7. 用西里爾字母取代拉丁字母
8. 禁止拉丁字母的立陶宛文出版品

亚历山大二世在1864年5月22日核准此一計劃。Muravyov在幾天後發佈命令，禁止印刷拉丁字母的立陶宛文教科書。Muravyov的繼任者Konstantin Petrovich von Kaufman在1865年9月6日將此命令發展為全面性的禁令。Kaufman對鄰近的六個省發佈全面禁令，宣佈禁止所有的立陶宛語出版物，並且要求審查委員會立刻執行。一週後內政部長Pyotr Valuev將此一命令擴展到整個帝國，1866年時甚至將此禁令延伸到學術書籍。
此項禁令嚴格且範圍廣泛，但禁令本身沒有法源依據。禁令的生效是因為行政命令以及沙皇的許可。1871年時撤消了總督的臨時權力，此一行政命令也就沒有法律上的價值了，不過行政命令雖無法源基礎，仍然被嚴格的執行。

## 執法

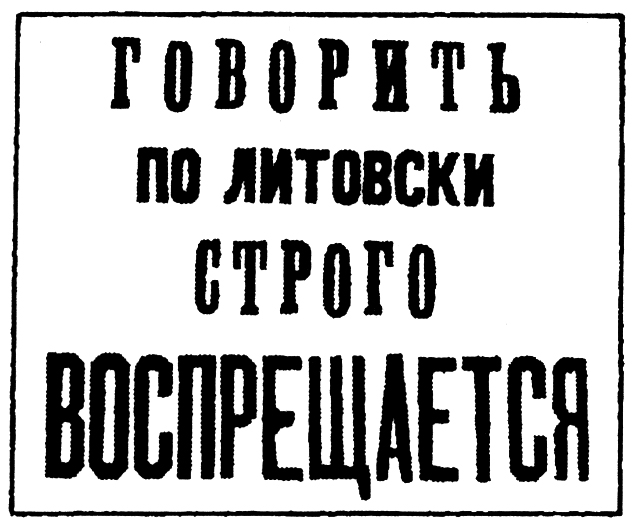
俄文的標誌，說明嚴格禁止說立陶宛语

一開始俄羅斯當局鼓勵並贊助用西里爾字母的立陶宛語作品。用西里爾字母取代拉丁字母的想法最早是由知名的泛斯拉夫主義者亞歷山大·希法亭在1863年出版的《立陶宛與薩莫吉希亞》一書中提出的。
立陶宛語言學家Jonas Juška最早進行了將立陶宛語的作品改編為西里爾字母的實驗，他在1864年2月向Muravyov和Kornilov展示了一些他改編的成果，不過隨後Juška便中止了他的工作，Kornilov則召集了一個委員會出版西里爾字母的立陶宛語作品，此委員會起初有四個成員，包括來自华沙的波蘭圖書館員Stanisław Mikucki、俄羅斯人Jonas Kerčinskis、已皈依東正教的立陶宛天主教會神父Antanas Petkevičius以及著名的立陶宛教育家及出版商勞芮那斯·伊文斯基斯，但伊文斯基斯很快便退出了。委員會出版的第一本書是入門書，計劃用在取代教區學校的俄羅斯學校中，這本書是在1864年夏天出版的。此外委員會也出版了祈禱書，日曆以及其他的宗教文獻。
在書刊禁令的四十年間，出版了大約55本立陶宛語西里爾字母作品，其中大約有一半是前十年出版的。這些書是免費提供給大眾，但立陶宛民眾仍不願意接受這些書，因此俄羅斯當局後來將焦點轉向消除非法的出版品。
俄羅斯教育部在1898年5月提出了報告，建議廢除書刊禁令。報告指出此禁令產生了不良而且沒有預知到的結果，其中包括讓立陶宛民族主義開始發展。其他俄羅斯官員認為若有合法的立陶宛書刊存在，且受到當局審查，比較可以維護俄羅斯政府的利益。
在書刊禁令期間，有3047人因為禁令而被捕（829名書籍走私者，859名書商，1359名書籍持有者）。

## 抵抗
| 時期      | 書籍數量 |
| --------- | -------- |
| 1865–1874 | 345      |
| 1875–1884 | 501      |
| 1885–1894 | 1,076    |
| 1895–1904 | 2,031    |
| 總計      | 3,953    |

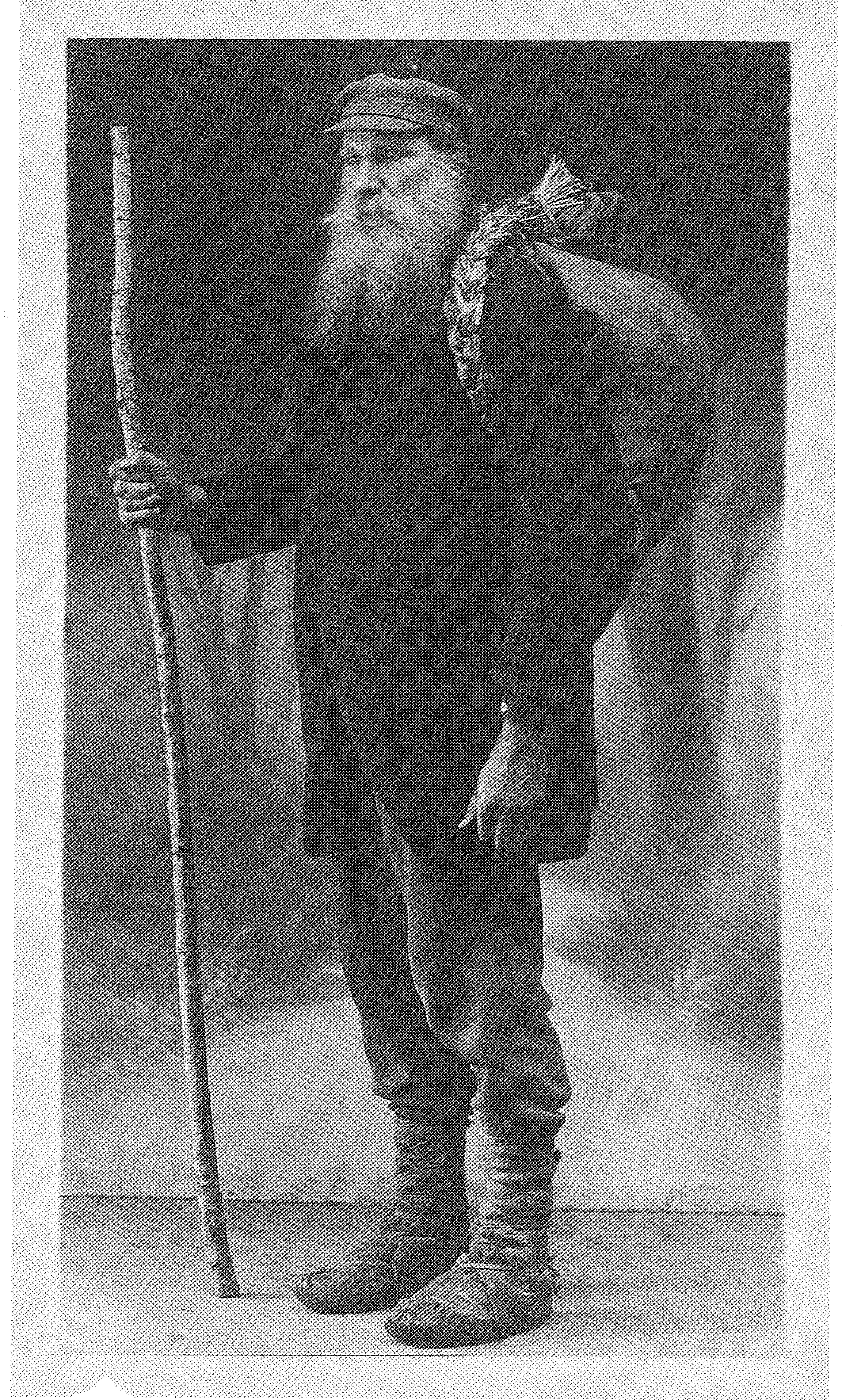
立陶宛圖書走私者 Vincas Juška

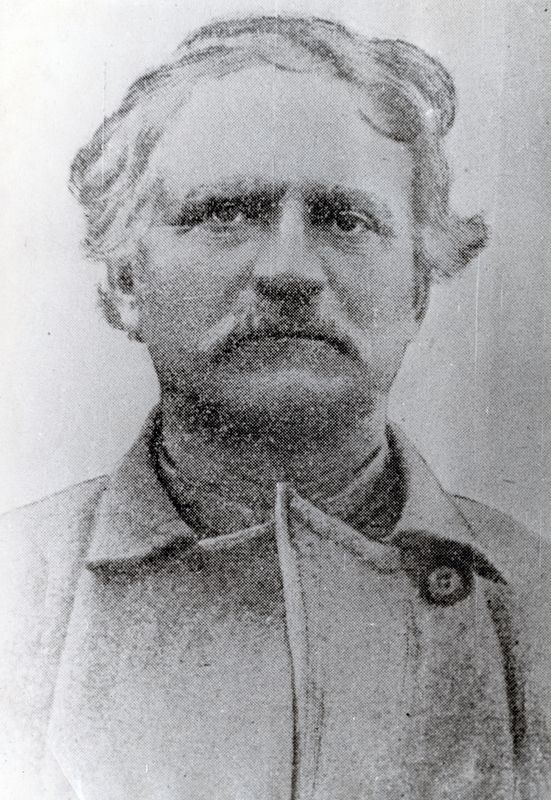
出身農奴的尤里吉斯·拜里尼斯是圖書走私運動的另一位傳奇人物。他不單止在帝俄時代大力主持走私，更擔當起立陶宛學界與歐洲各地學術交流間的信使。他充滿戲劇性的一生成為立陶宛人兒時最熱衷的故事，而現代的立陶宛政府還將他的生日3月16日定為紀念圖書走私者的日子。

1863年的一月起義激起了反俄情緒和對沙皇當局的不信任。同時，人們也將此禁令視為對天主教會的威脅；因為東正教使用西里爾字母，對拉丁字母忠誠就是是忠於天主教的象徵。人們試著使用哥德體文字來規避禁令，然而此方法在1872年也遭到禁止。立陶宛語的西里爾文字拼寫法許多問題開始浮現，挨批不適合立陶宛語言。這項禁令在俄羅斯遭到了學術界、自由派和民主派團體的反對，有助於裁罰減輕。
對該禁令組織性的抵抗，無論合法或非法，主要都是由Motiejus Valančius主教發起的。他先向政府請求讓祈禱書從禁令中豁免，然後開始贊助由立陶宛境外流入的非法書籍。從1875年Valančius去世，到1883年立陶宛語報紙《黎明》（Auszra）成立這段期間，抵抗與主教Antanas Baranauskas有關。1889年，另一份主要報紙，由文卡斯·庫迪爾卡（Vincas Kudirka）主編的《鐘聲》（Varpas）創刊，加重反抗力道到19世紀末。1891年至1893年間，有31,718份出版物被沒收和銷毀；從1900年到1902年，這個數字增加到56,182，反映出流通量的增加。
從1890年到1904年，大約有2,500本以拉丁字母拼寫的立陶宛語圖書出版，其中大部分是在東普魯士的城市提爾西特（Tilsit），但也有些出版物是從美國傳入立陶宛。進入20世紀時，大量基於歷史和高地（Aukštaitijan）用法的標準化書面版本出現；從捷克語拼寫法中借用字母č和š。由Jonas Jablonskis撰寫、廣為大眾接受的《立陶宛語文法》則在1901年問世。
禁令的法律基礎受到了不少挑戰；而且隨著立陶宛人信件、請願和抗議數量的增加，效果在19世紀末益發強化。1902年和1903年，俄羅斯最高法院撤銷了針對Antanas Macijauskas和Povilas Višinskis的兩項出版禁令罪名。法院的裁決聲明當初制定禁令的行政命令是違法的。1904年2月爆發的日俄戰爭，更使俄羅斯政府認為需要和境內少數民族達成和解。因此在1904年4月24日正式解除禁令。

## 對教育的影響
立陶宛的公私立教育都都受到書刊出版禁令的不利影響。地區識字率的提高顯示出19世紀教育需求被壓抑的程度：1853年至1863年，即禁令頒布之前，識字人數從11,296增加到24,330，隨後的禁令卻造成19世紀立陶宛的文盲。
當人們在統治下覺醒，教區學校紛紛關閉。儘管人口增長，教師短缺導致一些公立學校關閉。而自公立學校與俄羅斯化政策有所關聯起，家長們也開始讓孩子退學；學生之間禁止以立陶宛語交談，而搜索、檢查和監視制度更營造了一種令人沮喪的氣氛。儘管會受罰，許多學生還是在家裡或在秘密小組中接受教育。
一項1897年科夫諾省的普查數據顯示，年長者接受過正規教育的比例高於年少者：在30至39歲的人口中，61.87%接受過一定程度的正規教育；而在10到19歲的人口中，此一比例僅有54.68%。

## 餘波
禁令解除後，印刷機以及其配套的社會文化基礎設施都需要重建。1904年12月23日，解禁後的第一期立陶宛語報《維爾紐斯新聞》（Vilniaus žinios）發行；1905年11月舉行的維爾紐斯大議會（Great Seimas of Vilnius）如今亦可使用立陶宛語發佈公告和出版物。
從1904年禁令結束到1918年立陶宛恢復獨立期間，Martynas Kukta、Saliamonas Banaitis和考那斯的聖卡西米爾協會（Society of Saint Casimir）等出版社發行了許多出版物。1904年，商人Petras Vileišis在他的維雷希斯宮裝設了印刷機。在此期間，立陶宛國內外共出版了4,734種拉丁字母立陶宛語書籍。立陶宛獨立後，出版率穩步上升；1918年到1939年，印製了16,721種書籍。1925年到1939年間，每年印刷約800到900本。
儘管在多個相互競爭的方言間協調的過程，被迫要在多個國家進行，但立陶宛語的拼寫和文法標準仍在禁令期間建立起來。一般認為，該禁令非但沒有阻止立陶宛民族運動，反而還激起了它。2004年，禁令結束100週年被註記在聯合國教科文組織活動行事曆上，立陶宛議會也宣布該年為「立陶宛語言和書籍年」。

## 外部連結
- 维基共享资源上的相關多媒體資源：立陶宛書刊禁令